# Suore del Santissimo Sacramento e della carità
Le Suore del Santissimo Sacramento e della Carità (in francese Sœurs du Très-Saint-Sacrement et de la Charité de Bourges) sono un istituto religioso femminile di diritto pontificio.

## Storia
La congregazione fu fondata nel 1662 a Montoire-sur-le-Loir dal sacerdote Antoine Moreau: Moreau aveva chiesta a Vincenzo de' Paoli l'aiuto delle sue Figlie della carità per contrastare la diffusione del giansenismo, ma poi si convinse a dare inizio a un nuovo istituto.
A causa della morte della prima collaboratrice, Marguerite Delbeau de la Touche, gli inizi per la congregazione furono difficili ma, con l'aiuto di Renée Barbier, il 21 novembre 1671 si ebbe la prima emissione dei voti da parte delle prime aspiranti: le suore adottarono statuti basati sulla regola di sant'Agostino furono dette "del Santissimo Sacramento", perché tale devozione era stata difesa dal fondatore contro i giansenisti.
Nel corso del Settecento la congregazione godette di grande prosperità e si diffuse notevolmente (diede anche un contributo alla fondazione delle dame di Nevers), ma fu notevolmente danneggiato dalla Rivoluzione e poi dalle leggi anticongregazioniste.
L'istituto, aggregato all'Ordine di Sant'Agostino dal 23 aprile 1730, ricevette il pontificio decreto di lode il 3 gennaio 1863 e le sue costituzioni furono approvate definitivamente il 1º maggio 1934.

## Attività e diffusione
Le suore si dedicano alle opere di carità.
Oltre che in Francia, le suore sono state presenti in Belgio, Paesi Bassi e Senegal; la sede generalizia è a Bourges.
Alla fine del 2015 l'istituto contava 22 religiose in 5 case.